# Poeciloxestia suturalis
Poeciloxestia suturalis är en skalbaggsart som först beskrevs av Perty 1832.  Poeciloxestia suturalis ingår i släktet Poeciloxestia och familjen långhorningar. Inga underarter finns listade i Catalogue of Life.